# Reichsparteitagsgelände
Reichsparteitagsgelände er et område i sydøst for Nürnberg, hvor det årlige Reichsparteitag blev afholdt fra 1933 til 1938. Det består blandt andet af Kongresshalle, Zeppelinfeld, Märzfeld, Deutsches Stadion, Stadion der Hitlerjugend ( i dag Frankenstadion) og Große Straße ("den store vej"). Området blev designet af Hitlers arkitekt Albert Speer – bortset fra Kongresshalle, der blev designet af Ludwig og Franz Ruff.
I dag er hele området et mindesmærke, dog bruges en del af området til en racerbane.

## Kongresshalle
Den største stadig eksisterende nazistiske bygning.

## Zeppelinfeld
Pladsen hvor de store parader blev afholdt.

## Frankenstadion
Frankenstadion blev fra 1933 benyttet af Nazisterne som marchområde og øvebane for Hitlerjugend. De 4. Tyske Kamp-Lege (4th Deutsche Kampfspiele), et af de største arrangementer i den nazistiske ungdomsorganisation, fandt sted på dette stadion i dagene 23. – 29. juli 1934.

## Märzfeld
Område hvor værnemagten afholdt parader.

## Galleri
- Die Kongresshalle (Kongreshallen), 2008
- Kongreshallen set fra luften, 2009
- Grundstensnedlæggelse ved Kongreshallen, 1935
- Arkadegangen ved Kongreshallen i Nürnberg, 2010
- Zeppelinfelds hovedtribune, 1942
- Zeppelinfeld i august 2009

49°25′36″N 11°07′03″Ø / 49.426633°N 11.11753°Ø